# Fréchou-Fréchet
Fréchou-Fréchet é uma comuna francesa na região administrativa de Occitânia, no departamento dos Altos Pirenéus. Estende-se por uma área de 2,97 km². Em 2010 a comuna tinha 167 habitantes (densidade: 56,2 hab./km²).